# تجيكوزو رازوندادرا
تجيكوزو رازوندادرا (بالإنجليزية: Razundara Tjikuzu)‏ (6 ديسمبر 1979 في ناميبيا - ) هو لاعب كرة قدم ناميبي في مركز الدفاع. شارك مع منتخب ناميبيا لكرة القدم. أما مع النوادي، فقد لعب مع تشايكور ريزه سبور وفيردر بريمن ونادي إسطنبول باشاكشهر ونادي دويسبورغ ونادي طرابزون سبور ونادي قاسم باشا وهانزا روستوك وفيردر بريمن 2 ‏ وديار بكر سبور ‏ وUnited Africa Tigers ‏.

## وصلات خارجية
- تجيكوزو رازوندادرا على موقع الاتحاد الدولي (مؤرشف)  (الإنجليزية)
- تجيكوزو رازوندادرا على موقع اتحاد تركيا (لاعب) (الإنجليزية)
- تجيكوزو رازوندادرا على موقع قاعدة بيانات كرة القدم.إي يو (الإنجليزية)
- تجيكوزو رازوندادرا على موقع بيانات كرة القدم. دي إي (الألمانية)
- تجيكوزو رازوندادرا على موقع ناشيونال فوتبول تيمز (الإنجليزية)
- تجيكوزو رازوندادرا على موقع Soccerway.com (الإنجليزية)
- تجيكوزو رازوندادرا على موقع عالم كرة القدم.نت (الإنجليزية)